# ببی (ویرجینیای غربی)
ببی (به انگلیسی: Bebee) یک منطقهٔ مسکونی در ایالات متحده آمریکا است که در شهرستان وتزل، ویرجینیای غربی واقع شده‌است. ببی ۳۸۴٫۰۵ متر بالاتر از سطح دریا واقع شده‌است.